# Hospital Campo Grande
El Hospital Campo Grande de Valladolid es uno de los tres hospitales privados presentes en la capital vallisoletana. Está situado en la plaza de Colón de Valladolid, en el solar del que fuese el convento de Nuestra Señora de la Laura, derribado a finales de los años 80. Fue inaugurado en enero de 2001, por su entonces propietario, el Grupo Sanitaria de Inversiones de Valladolid. Es el hospital privado de referencia en el tratamiento del cáncer en Castilla y León. Es uno de los dos hospitales Recoletas Salud, junto con el Hospital Felipe II, en Valladolid.
El hospital consta de pocas plantas sobre una extensión de 10 000 metros cuadrados, dotando así a la instalación de 80 camas individuales.

## Servicios
El Hospital Campo Grande cuenta entre sus servicios con un departamento de Tratamiento de la Obesidad, servicio de Ozonoterapia, el Instituto Cardiovascular, Unidad del dolor, Instituto de la Espalda y Cirugía bariátrica.
Junto a ello, el centro dispone de tecnología de última generación en oncología, radioterapia y radiodiagnóstico. Además, los profesionales sanitarios cuentan con historiales clínicos informatizados para agilizar las consultas.
Posee los siguientes servicios:
1. Pediatría
2. Medicina General
3. Aparato Digestivo (Tratamiento de la Obesidad)
4. Hematología Clínica
5. Medicina Interna (Unidad Metabólica)
6. Cardiología
7. Medicina Intensiva
8. Neumología
9. Neurocirugía
10. Radiofísica Hospitalaria
11. Cirugía Laparoscópica
12. Ozonoterapia
13. Diagnóstico por Imagen
14. Análisis Clínicos
15. Enfermería
16. Farmacia
17. Oncología
18. Radioterapia
19. Radiodiagnóstico
20. Servicio de transfusión
21. Urgencias (Pediátricas y adultos)
22. Hemodinamica
23. Unidad del Dolor
24. Instituto de la espalda
25. Cirugía Cardíaca
26. Ginecología y Obstetricia
27. Cirugía Plástica Reparadora
28. Cirugía Ortopédica y Traumatología
29. Angiología y Cirugía Vascular
30. Cirugía Mayor Ambulatoria
31. Cirugía General y Digestivo
32. Cirugía Bariática (Tratamiento de la obesidad-By Pass Gástrico)
33. Cirugía Torácica
34. Oftalmología
35. Otorrinolaringología
36. Urología
37. Neurocirugía
38. Quirófanos